# Calileptoneta helferi
Calileptoneta helferi là một loài nhện trong họ Leptonetidae.
Loài này thuộc chi Calileptoneta. Calileptoneta helferi được Willis J. Gertsch miêu tả năm 1974.